# LiberoMondo
LiberoMondo è una centrale di importazione del commercio equo e solidale, tra le più importanti in Italia, nata nel 1997 come evoluzione di un'associazione impegnata nel settore fin dal 1992.
Si tratta di una cooperativa sociale di tipo b, ed è quindi impegnata nell'inserimento lavorativo di persone socialmente svantaggiate (ex tossicodipendenti, ex detenuti, malati psichici, portatori di handicapp, ecc.).
L'intento è quello di:
- favorire ed avviare reali processi di affrancamento dal sottosviluppo economico e sociale dei paesi e delle popolazioni del Sud del mondo;
- intervenire anche nelle situazioni di disagio locali, cercando di offrire una concreta possibilità di lavoro a persone escluse dai normali circuiti di impiego.

LiberoMondo è socio fondatore di AGICES (Assemblea Generale Italiana del Commercio Equo e Solidale) e membro di IFAT (International Fair Trade Association)

## Le attività
- Centrale di importazione

LiberoMondo importa direttamente prodotti alimentare e artigianato da Africa, America Latina e Asia. Attualmente si relaziona con circa 100 produttori localizzati in 30 paesi. I prodotti vengono poi distribuiti, in Italia e in Europa, attraverso la rete delle Botteghe del Mondo, i GAS (Gruppi di Acquisto Solidale) e ad alcuni negozi selezionati. La gamma dei prodotti comprende alimentari, artigianato, accessori, cosmesi e una linea di detergenti equosolidali ed ecologici.
- Laboratorio di trasformazione

LiberoMondo ha attivato, fin dal 1998, un proprio laboratorio di trasformazione interno, che si occupa della produzione e del confezionamento di prodotti di commercio equo e solidale, con l'intento offrire maggiore spazio all'inserimento di persone socialmente svantaggiate e per concretizzare l'idea che il commercio equo e solidale debba essere tale anche nella fase di trasformazione dei prodotti.
- Cooperazione internazionale

Le attività di LiberoMondo a favore di gruppi e comunità del Sud del Mondo comprendono collaborazioni con Organizzazioni Non Governative per l'avvio o l'implementazione di progetti volti al miglioramento delle condizioni socio-economiche.
- Impegno politico-sociale

L'azione politico-sociale di LiberoMondo si sviluppa su due direttrici complementari: da un lato la critica a dinamiche politico-economiche poche attente ai bisogni delle persone e dell'ambiente, dall'altro la proposta di alternative sostenibili. Per questo LiberoMondo aderisce a campagne a livello nazionale ed internazionale, collabora con altre organizzazioni al fine di creare reti nell'ambito del sociale e dell'economia solidale sia nel Sud che ne Nord del Mondo.